# Equitazione ai Giochi della XI Olimpiade - Dressage a squadre
La competizione del dressage a squadre di equitazione dai Giochi della XI Olimpiade si è svolta i giorni 12 e 13 agosto al Reich Sport Field in Berlino.

## Classifica finale
La classifica finale era determinata sommando i punteggi dei tre cavalieri di ogni nazione della prova individuale.
| Pos.    | Nazione        | Binomio                  | Binomio       | Risultato Individuale | Risultato Totale |
| Pos.    | Nazione        | Cavaliere                | Cavallo       | Risultato Individuale | Risultato Totale |
| ------- | -------------- | ------------------------ | ------------- | --------------------- | ---------------- |
| Oro     | Germania       | Heinrich Pollay          | Kronos        | 1760,0                | 5074,0           |
| Oro     | Germania       | Friedrich Gerhard        | Absinth       | 1745,5                | 5074,0           |
| Oro     | Germania       | von Oppeln-Bronikowski   | Gimpel        | 1568,5                | 5074,0           |
| Argento | Francia        | André Jousseaume         | Favorite      | 1642,5                | 4846,0           |
| Argento | Francia        | Gérard de Balorre        | Debaucheur    | 1634,0                | 4846,0           |
| Argento | Francia        | Daniel Gillois           | Nicolas       | 1569,5                | 4846,0           |
| Bronzo  | Svezia         | Gregor Adlercreutz       | Teresina      | 1675,0                | 4660,5           |
| Bronzo  | Svezia         | Sven Colliander          | Kal XX        | 1530,5                | 4660,5           |
| Bronzo  | Svezia         | Folke Sandström          | Pergola       | 1455,0                | 4660,5           |
| 4       | Austria        | Alois Podhajsky          | Nero          | 1721,5                | 4627,5           |
| 4       | Austria        | Albert Dolleschall       | Infant        | 1476,0                | 4627,5           |
| 4       | Austria        | Arthur von Pongracz      | Georgine      | 1430,0                | 4627,5           |
| 5       | Paesi Bassi    | Pierre Versteegh         | Ad Astra      | 1579,0                | 4382,0           |
| 5       | Paesi Bassi    | Gerard le Heux           | Zonnetje      | 1422,0                | 4382,0           |
| 5       | Paesi Bassi    | Daniël Camerling Helmolt | Wodan         | 1381,0                | 4382,0           |
| 6       | Ungheria       | Gusztáv von Pados        | Ficsur        | 1424,0                | 4090,0           |
| 6       | Ungheria       | László von Magasházy     | Tüczök        | 1415,5                | 4090,0           |
| 6       | Ungheria       | Pál Keméry               | Csintalan     | 1250,5                | 4090,0           |
| 7       | Norvegia       | Arthur Qvist             | Jaspis        | 1438,0                | 4050,5           |
| 7       | Norvegia       | Eugen Johansen           | Sorte Mand    | 1388,0                | 4050,5           |
| 7       | Norvegia       | Bjørn Bjørnseth          | Invictus      | 1224,5                | 4050,5           |
| 8       | Cecoslovacchia | František Jandl          | Nestor        | 1453,0                | 4026,0           |
| 8       | Cecoslovacchia | Matěj Pechman            | Ideal         | 1319,0                | 4026,0           |
| 8       | Cecoslovacchia | Otto Schöniger           | Helios        | 1254,0                | 4026,0           |
| 9       | Stati Uniti    | Conrad Babcock           | Olympic       | 1330,5                | 3828,5           |
| 9       | Stati Uniti    | Isaac Kitts              | American Lady | 1265,0                | 3828,5           |
| 9       | Stati Uniti    | Hiram Tuttle             | Si Murray     | 1233,0                | 3828,5           |